# Julia Peguero
Pour les articles homonymes, voir Peguero (homonymie).
Julia Peguero Sanz, née à Saragosse en 1880 et morte en 1978 à Madrid, est une artiste, enseignante et femme politique féministe espagnole.

## Biographie
Spécialiste notamment de la peinture de paysage, elle intègre en 1917 l'Asociación de Pintores y Escultores (Association des Peintres et sculpteurs).
Elle est l'une des cofondatrices de l'Association Nationale des Femmes Espagnoles, organisation féministe créée le 20 octobre 1918, dans la résidence de la militante  María Espinosa de los Monteros. Elle y retrouve d'autres femmes engagées comme Benita Asas, Isabel Oyarzábal et María Martos.
Elle étudie à l'Athénée de Madrid et en devient l'une des étudiantes brillantes, notamment en musique et en philosophie. Cependant, elle sera la seule à voter, lors d'une assemblée générale convoquée le 28 mars 1930, contre la nomination de Miguel de Unamuno au siège de président d'honneur, pensant que cette nomination est plus politique que due à la reconnaissance de sa carrière.
Grande figure de l'enseignement, elle fonde sous la République en 1934 un parti politique féminin indépendant appelé Acción Política Femenina Independiente (Action politique féminine indépendante) qui rejoint la coalition du Front populaire en 1936, mais qui n'obtient pas de succès électoral.
Elle décède le 4 décembre 1978, à Madrid.